# Meltripata picta
Meltripata picta är en insektsart som beskrevs av Bolívar, C. 1923. Meltripata picta ingår i släktet Meltripata och familjen gräshoppor. Inga underarter finns listade i Catalogue of Life.